# Segona Guerra sino-japonesa
La Segona Guerra sino-japonesa (xinès simplificat: 中国抗日战争, pinyin: Zhōngguó Kàngrì Zhànzhēng, literalment 'Guerra xinesa de resistència al Japó') fou la guerra lliurada entre el 7 de juliol de 1937 i el 9 de setembre de 1945 entre la República de la Xina i l'Imperi del Japó, abans i durant la Segona Guerra Mundial, que va acabar amb la rendició del Japó el 1945. La invasió japonesa va ser un pla estratègic dissenyat per l'exèrcit imperial japonès com a part dels plans a gran escala per controlar l'Àsia continental. Des de 1937 a 1941 la Xina va lluitar sola, però després de l'atac a Pearl Harbor, la segona guerra sino-japonesa es va mesclar amb el conflicte de la Segona Guerra Mundial.

## Antecedents
L'origen de la segona guerra sino-japonesa es troba en la Primera Guerra Sino-japonesa, de 1894-95, en què la Xina, sota la dinastia Qing va ser derrotada pel Japó i forçada a cedir Taiwan i reconèixer la independència de Corea al Tractat de Shimonoseki.
La República de la Xina es va fundar el 1912 a conseqüència de la Revolució Xinesa, que va derrocar la dinastia Qing, però la nova república estava dominada pels Senyors de la Guerra. Finalment, el govern del Kuomingtang liderat per Chiang Kai-shek va aconseguir reunificar Xina el 1928, però només nominalment, car els comunistes es van revoltar contra el govern. Les primeres manifestacions del pla de control ideat per l'exèrcit japonès es coneixen com els Incidents de la Xina, segons la propaganda japonesa, provocats pels xinesos, per manifestar la il·legalitat de les invasions. La invasió japonesa de Manxúria el 1931 es coneix com l'Incident de Mukden, i a conseqüència d'aquesta Japó va ocupar Manxúria i hi va establir l'estat titella de Manxukuo el 1932, amb el darrer emperador de la Xina, Puyi, com a cap d'Estat.
El 1933, els japonesos van atacar la regió de la Gran Muralla. La treva de Tanggu establerta després, va donar al Japó el control de la província de Jehol, així com una zona desmilitaritzada entre la Gran Muralla i la regió de Beijing-Tianjin. El Japó pretenia crear una altra zona d'amortiment entre Manxukuo i el govern nacionalista xinès a Nanjing.
El darrer dels incidents previs a la guerra va ser l'incident del pont Marco Polo, el 7 de juliol de 1937, que marca l'inici de la guerra a gran escala entre els dos països.

## 1937-1939: La invasió de la Xina
Després de la batalla del pont de Lugou (L'incident del pont Marco Polo), per cridar l'atenció dels Estats Units d'Amèrica o altres nacions foranes, la Xina havia de demostrar que era capaç de lluitar, i es va decidir defensar Xangai amb el millor de les seves tropes, entre el 13 d'agost i el 9 de novembre de 1937. Tot i la victòria japonesa, es va mostrar la determinació xinesa. Els japonesos, després d'atacar Xangai van ocupar el nord de Shanxi entre setembre i novembre, en campanyes de 350.000 soldats japonesos i encara més soldats xinesos. Després de la seva victòria contra els xinesos les tropes japoneses van ocupar la ciutat de Nanjing, capital del Guomindang al desembre de 1937, on van dur a terme una massacre.
La intenció del Japó no era governar la Xina, sinó crear estats titella favorables als interessos japonesos, aprofitant la debilitat interna i l'ambició dels senyors de la guerra xinesos. A principis de 1938, la direcció de Tòquio encara esperava limitar l'abast del conflicte per ocupar zones al voltant de Xangai, Nanjing i la major part del nord de la Xina i guardar forces per a un enfrontament amb la Unió Soviètica, però amb les victòries aconseguides, els generals de camp japonesos van escalar la guerra a Jiangsu en un intent d'esborrar la resistència xinesa, però van ser derrotats a la batalla de Tai'erzhuang entre març i abril de 1938 i després van canviar la seva estratègia i mobilitzar gairebé tots els exèrcits a la Xina per atacar la ciutat de Wuhan, que s'havia convertit en el centre polític, econòmic i militar xinès, amb l'esperança de destruir l'Exèrcit Nacional Revolucionari i forçar el govern del Guomindang a negociar la pau. El 6 de juny, van capturar Kaifeng, la capital de Henan, i van amenaçar amb prendre Zhengzhou, la cruïlla dels ferrocarrils de Pinghan i Longhai.
A diferència del Japó, la Xina no estava preparada per una guerra total, i la desconfiança que regnava entre els antagonistes Guomindang i Partit Comunista Xinès es va haver de convertir en una aliança, quan Chian Kai-shek va ser segrestat per membres del PCX, però l'Exèrcit Revolucionari Nacional, el Front Unit, mai no es va unificar realment. A més es creia que la Societat de Nacions prendria mesures per aturar l'agressió japonesa, cosa que es va veure que no reeixiria. Aquests factors, juntament amb la manca de divisions mecanitzades i la poca indústria militar van forçar a la Xina a adoptar una estratègia que primava el manteniment de la força militar, sabent que els atacs frontals serien suïcides, fins que es tingués suficient força per derrotar els japonesos.
Bosses de resistència continuaven en les zones ocupades per dificultar l'administració de grans zones. Com a resultat d'això, els japonesos només controlaven ciutats i ferrocarrils, i el territori estava amenaçat per l'acció partisana.
Per evitar els avenços japonesos a l'oest i el sud de la Xina, Chiang Kai-shek, a proposta de Chen Guofu, va ordenar l'obertura dels dics del riu Groc prop de Zhengzhou. El pla original era destruir el dic de Zhaokou, però a causa de les dificultats en aquest lloc, el dic de Huayuankou a la riba sud va ser destruït el 5 de juny i el 7 de juny per excavació, inundant l'est de Henan, el centre d'Anhui i el centre i nord de Jiangsu. Les inundacions van cobrir i destruir milers de quilòmetres quadrats de terres agrícoles i van desplaçar la desembocadura del riu Groc centenars de milles cap al sud. Milers de pobles van ser inundats o destruïts i diversos milions de vilatans es van veure obligats a evacuar de les seves cases. 400.000 persones, inclosos els soldats japonesos, es van ofegar i 10 milions més es van convertir en refugiats. Els rius es van omplir de cadàvers mentre els habitants de les embarcacions Tanka s'ofegaven després del bolcar. Els danys a les plantacions també van afectar la població que va generar fam més tard. Malgrat això, els japonesos van capturar Wuhan el 27 d'octubre de 1938, forçant el KMT a retirar-se a Chongqing, però Chiang Kai-shek encara es va negar a negociar, dient que només consideraria converses si el Japó acceptava retirar-se a les fronteres anteriors a 1937.
Amb l'augment de les baixes i els costos japonesos, el Quarter General Imperial va intentar trencar la resistència xinesa ordenant a les branques aèries de la seva armada i exèrcit que llançassin els primers atacs aeris massius de la guerra contra objectius civils. Els atacs japonesos van atacar la recentment establerta capital provisional del Guomindang, Chongqing, i la majoria de les altres grans ciutats de la Xina desocupada, deixant moltes persones mortes, ferides o sense llar.

## 1940-1944: Taules

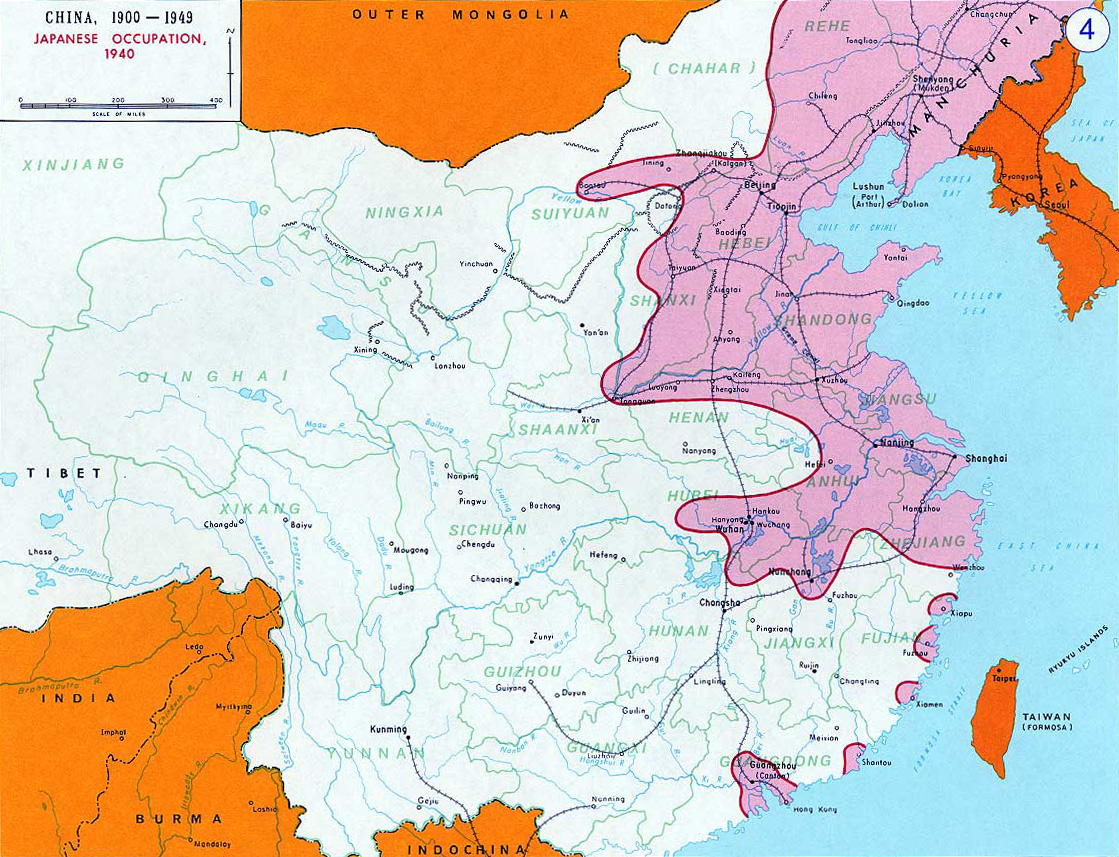
Ocupació japonesa del continent el 1940

Després de 1940, els conflictes entre nacionalistes i comunistes en àrees fora del control japonès es va fer habitual, però la guerra estava en taules, i els dos bàndols obtenien guanys mínims. Els xinesos aconseguien defensar el territori de l'avanç japonès, mentre la guerrilla lluitava en zones conquerides. Això va frustrar els japonesos, que van cometre atrocitats com a venjança.
Després de l'atac a Pearl Harbor, els Estats Units va entrar en guerra amb l'Imperi del Japó, i la Xina va declarar oficialment la guerra al Japó el 8 de desembre de 1941, cosa que no havia fet abans per no trencar la neutralitat i poder rebre ajuda, que incloïa les armes alemanyes, car el govern nacionalista lluitava contra els comunistes. Les exportacions d'armes de l'Alemanya nazi a la Xina van ser més de la meitat del total.
Els xinesos van col·laborar amb tropes en la campanya de Birmània, tot i que es van guanyar la desconfiança britànica en donar suport el 1942 a la independència de l'Índia, en una reunió entre el Mahatma Gandhi i Chiang Kai-shek.

## 1944-1945 El final de la guerra

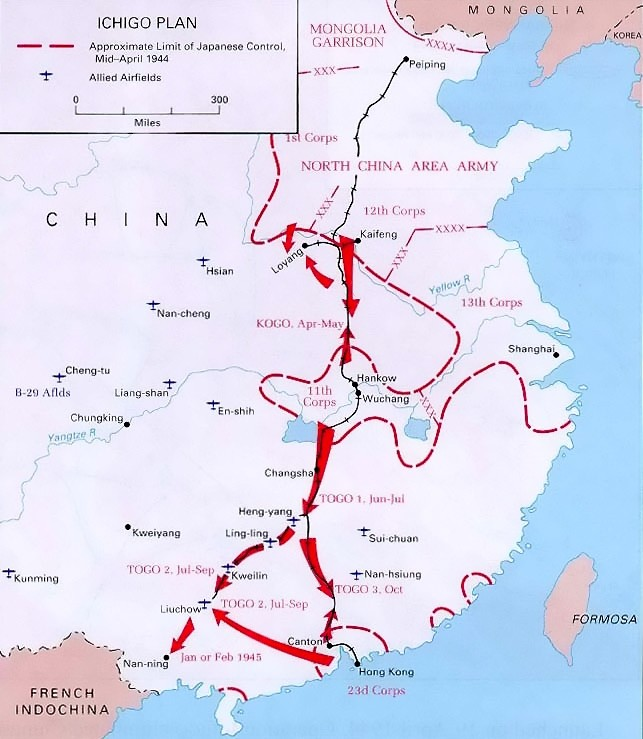
Avanç japonès en l'Operació Ichi-Go durant 1944 a la Xina

Els americans veien en la Xina continental la manera d'encerclar grans quantitats de tropes japoneses, i també com a lloc ideal per establir bases aèries. El 1944, mentre la posició japonesa es deteriorava ràpidament a l'oceà Pacífic, l'exèrcit japonès va llençar l'Operació Ichi-go per atacar les bases aèries que havien començat a operar i assegurar les línies de ferrocarril en el territori ocupat. El desembre de 1944 les tropes japoneses van arribar a la Indoxina Francesa, acomplint la seva missió. Tot i destruir les bases aèries del continent a Guilin i Liuzhou, l'aviació americana continuaria bombardejant territori japonès des de les noves bases del Pacífic.
El 1945, quan els dos bàndols esperaven que la guerra durés un any més, els soviètics van llençar l'Operació Tempesta d'Agost, renunciant al pacte de no-agressió amb els japonesos, d'acord amb el que establien els acords de la Conferència de Ialta. En menys de dues setmanes, l'exèrcit japonès de Manxúria, consistent en més d'un milió d'homes va ser destruït pels soviètics.
Després del llançament de dues bombes atòmiques sobre Hiroshima i Nagasaki els japonesos van capitular als aliats el 15 d'agost de 1945, i les tropes a la Xina van capitular el 9 de setembre de 1945, i segons la Conferència del Caire de 1943 les terres de Manxúria i Taiwan van tornar a la Xina, i les illes Ryukyu van continuar com a territori japonès.

## Conseqüències
La Xina va emergir el 1945 com una gran potència militar, però amb una guerra civil, l'economia deteriorada amb una inflació disparada. Els xinesos van ser consultats en la Conferència de Ialta, tot i que no hi van participar, i el govern nacionalista va accedir que el soviètics entressin en guerra pensant que només negociarien amb el govern nacionalista, però després de la guerra, la Xina va entrar en l'esfera d'influència soviètica.
La guerra va deixar els nacionalistes molt afeblits i les seves polítiques els van fer impopulars, mentre que la guerra va enfortir els comunistes i els va popularitzar, i en acabar la guerra civil, els comunistes van dominar el continent i els nacionalistes únicament van mantenir Taiwan. En les "zones alliberades", Mao va poder adaptar el Marxisme-Leninisme a les condicions xineses, l'anomenat Maoisme.